# Norma Kuhling
Norma Zea Kuhling (nacida en 1990) es una actriz estadounidense. Es conocida por sus papeles como la Dra. Ava Bekker en la serie dramática médica de NBC Chicago Med y como Jo Mitchel en la película independiente Fourteen del 2019.

## Carrera
Los primeros papeles de Kuhling incluyen la película de comedia y drama de 2009 The Joneses y una producción de 2011 de la obra Moonchildren de Michael Weller en el Festival de Teatro de Berkshire. En 2016, actuó en la película de fantasía romántica Oscuros e hizo apariciones especiales en la primera temporada de Falling Water. Kuhling se unió a la serie dramática médica de NBC Chicago Med en 2017 como la Dra. Ava Bekker, una ambiciosa becaria de cirugía cardiotorácica. Apareció por primera vez en el final de la temporada 2, "Love Hurts", y fue un personaje regular en las temporadas 3 y 4 hasta su salida de la serie en 2019.
Protagonizó la película independiente Fourteen del 2019 como Jo Mitchel, una trabajadora social con problemas que mantiene una amistad complicada con su amiga Mara (interpretada por Tallie Medel). Las actuaciones de Kuhling y Medel recibieron elogios de la crítica; Richard Brody de The New Yorker describió las actuaciones como "serenas y reflexivas", y Guy Lodge de Variety aplaudió la "física larguirucha y absorbente" de Kuhling que complementaba el personaje de Medel. Barry Hertz, escribiendo para The Globe and Mail, comentó que Kuhling agregó "capas e historia a lo que parece ser un giro de Greta Gerwig en Manic Pixie Dream Girl", y describió la actuación como "silenciosamente poderosa". Después de que Fourteen se estrenara en cines, Jon Frosch de The Hollywood Reporter consideró las actuaciones de Kuhling y Medel como unas de las mejores actuaciones cinematográficas de 2020.
A partir de 2021, Kuhling interpreta a Nora Fowler, una médica táctica, en la serie dramática de acción SWAT de CBS.

## Vida personal
Kuhling nació y creció en Nueva York, y es hija de la diseñadora de producción Kristi Zea y Michael Kuhling. Se formó en la Academia de Música y Arte Dramático de Londres.

## Filmografía

### Cine
| Año  | Título      | Papel      | Ref.   |
| ---- | ----------- | ---------- | ------ |
| 2009 | The Joneses | Beth       | [ 2 ]  |
| 2016 | Fallen      | Rachel     | [ 2 ]  |
| 2019 | Fourteen    | Jo Mitchel | [ 14 ] |

### Televisión
| Año       | Título        | Papel          | Notas                     | Ref.   |
| --------- | ------------- | -------------- | ------------------------- | ------ |
| 2016      | Falling Water | Elise Martins  | 2 episodios               | [ 2 ]  |
| 2017–2019 | Chicago Med   | Dr. Ava Bekker | 44 episodios              | [ 15 ] |
| 2018      | Chicago Fire  | Dr. Ava Bekker | Episodio: "All the Proof" | [ 16 ] |
| 2021–2022 | S.W.A.T.      | Nora Fowler    | 7 episodios               | [ 11 ] |

### Teatro
| Año  | Título       | Papel | Teatro                     | Ref.  |
| ---- | ------------ | ----- | -------------------------- | ----- |
| 2011 | Moonchildren | Karen | Berkshire Theatre Festival | [ 3 ] |